# Saint-Crépin-et-Carlucet
Saint-Crépin-et-Carlucet ist eine französische Gemeinde mit 532 Einwohnern (Stand: 1. Januar 2022) im Département Dordogne in Nouvelle-Aquitaine. Sie gehört zum Arrondissement Sarlat-la-Canéda und zum Kanton Terrasson-Lavilledieu.

## Geografie
Saint-Crépin-et-Carlucet liegt etwa 50 Kilometer ostsüdöstlich von Périgueux. Hier entspringt das Flüsschen Chironde, das über den Coly in die Vézère entwässert.
Nachbargemeinden sind Saint-Geniès im Norden, Salignac-Eyvigues im Osten und Nordosten, Sainte-Nathalène im Süden, Proissans im Süden und Südwesten sowie Marcillac-Saint-Quentin im Westen.

## Bevölkerungsentwicklung
| Jahr      | 1962 | 1968 | 1975 | 1982 | 1990 | 1999 | 2006 | 2018 |
| --------- | ---- | ---- | ---- | ---- | ---- | ---- | ---- | ---- |
| Einwohner | 370  | 331  | 321  | 310  | 372  | 407  | 463  | 521  |

Quellen: Cassini und INSEE

## Sehenswürdigkeiten
- Kirche Saint-Crépin aus dem 12. Jahrhundert, Monument historique seit 1975
- Kirche Sainte-Marie-et-Sainte-Anne in Carlucet, seit 1977 Monument historique
- Schloss Cipières (auch: Schloss Lacypierre) aus dem 15./16. Jahrhundert, seit 1946 Monument historique

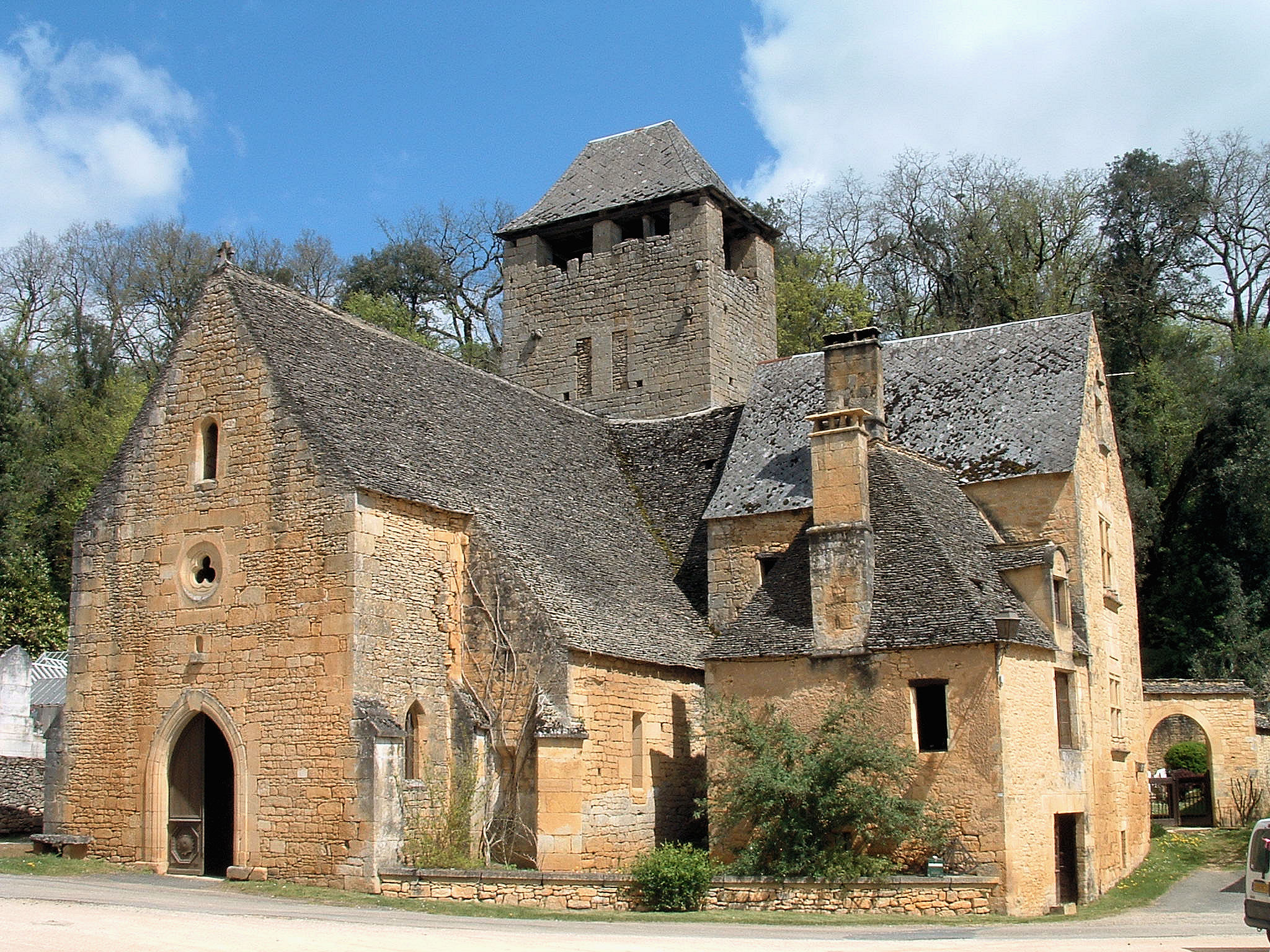
Kirche Saint-Crépin
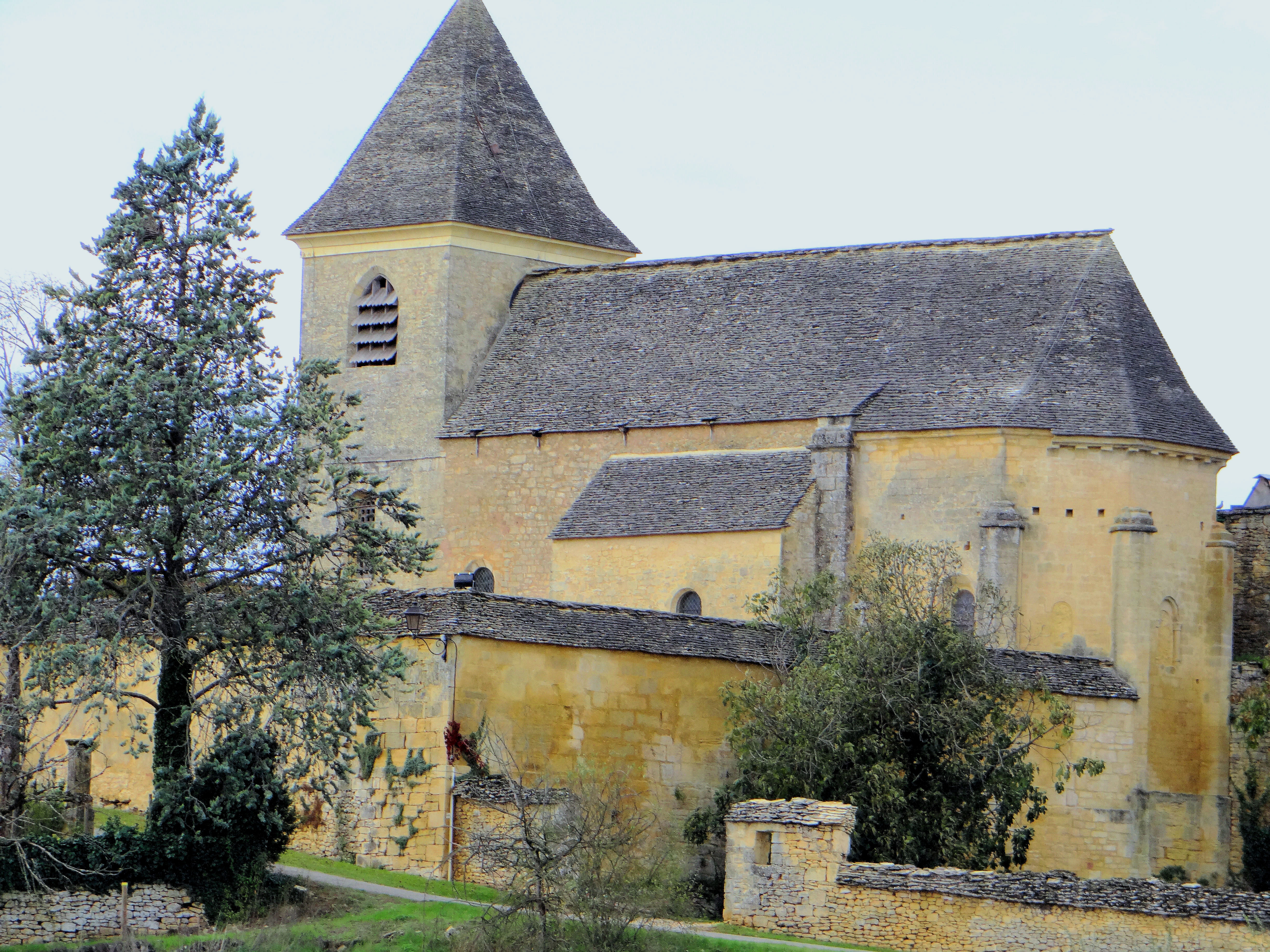
Kirche Sainte-Marie-et-Sainte-Anne
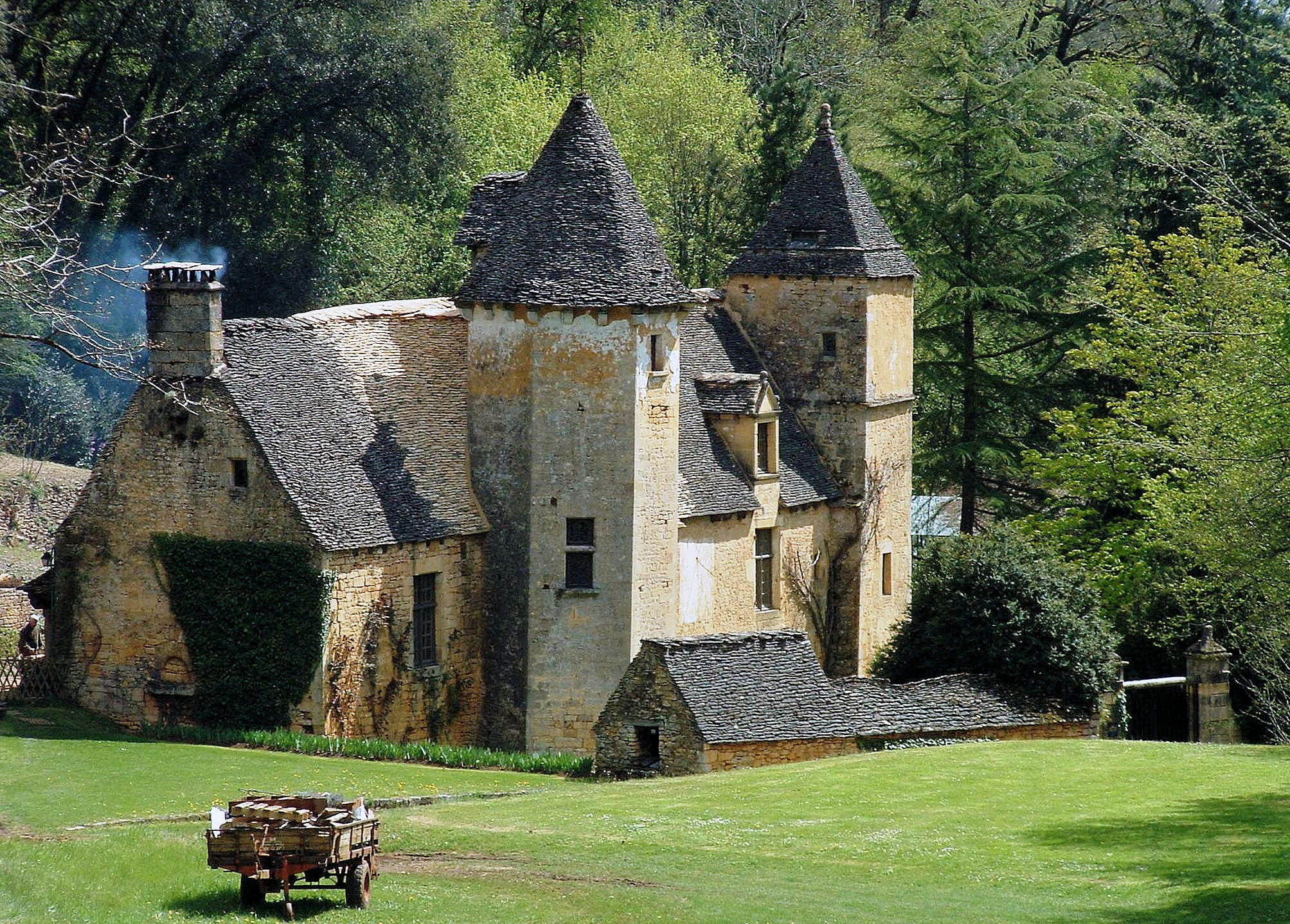
Schloss Cipières